# Episodi de Le pazze storie di Dick Van Dyke (seconda stagione)
La seconda stagione della serie televisiva Le pazze storie di Dick Van Dyke è stata trasmessa in anteprima negli Stati Uniti d'America dalla CBS tra il 17 settembre 1972 e il 25 marzo 1973.
| nº | Titolo originale                     | Titolo italiano | Prima TV USA      | Prima TV Italia |
| -- | ------------------------------------ | --------------- | ----------------- | --------------- |
| 1  | The Former Mr. Preston               |                 | 17 settembre 1972 |                 |
| 2  | The Needle                           |                 | 24 settembre 1972 |                 |
| 3  | The Great Prestoni                   |                 | 1º ottobre 1972   |                 |
| 4  | Sobriety Test                        |                 | 8 ottobre 1972    |                 |
| 5  | Bernie's House                       |                 | 15 ottobre 1972   |                 |
| 6  | Headaches                            |                 | 22 ottobre 1972   |                 |
| 7  | The Game                             |                 | 5 novembre 1972   |                 |
| 8  | Who Do You Want to Be?               |                 | 12 novembre 1972  |                 |
| 9  | Chef Mike                            |                 | 19 novembre 1972  |                 |
| 10 | Ashes and Urns                       |                 | 26 novembre 1972  |                 |
| 11 | Old Dick and Jenny                   |                 | 3 dicembre 1972   |                 |
| 12 | Big Time Baby                        |                 | 10 dicembre 1972  |                 |
| 13 | Blood Is Thicker Than Oatmeal        |                 | 17 dicembre 1972  |                 |
| 14 | The Jailbird                         |                 | 24 dicembre 1972  |                 |
| 15 | Dick and the Baby                    |                 | 7 gennaio 1973    |                 |
| 16 | My Friend, the Public Enemy (Part 1) |                 | 14 gennaio 1973   |                 |
| 17 | My Friend, the Public Enemy (Part 2) |                 | 21 gennaio 1973   |                 |
| 18 | Pot Luck                             |                 | 28 gennaio 1973   |                 |
| 19 | The 10th Honeymoon                   |                 | 4 febbraio 1973   |                 |
| 20 | Will Baby Make Three?                |                 | 18 febbraio 1973  |                 |
| 21 | The Power of the Bleep               |                 | 25 febbraio 1973  |                 |
| 22 | You Gotta Have Class                 |                 | 4 marzo 1973      |                 |
| 23 | Big Brother Is Watching You          |                 | 18 marzo 1973     |                 |
| 24 | Guess Who's Coming to Seder          |                 | 25 marzo 1973     |                 |